# Hipster (jazz)
Pour les articles homonymes, voir Hipster et Hipster (homonymie).

Un hipster est, durant les années 1940-1950, un artiste bohème américain.

## Origines du terme

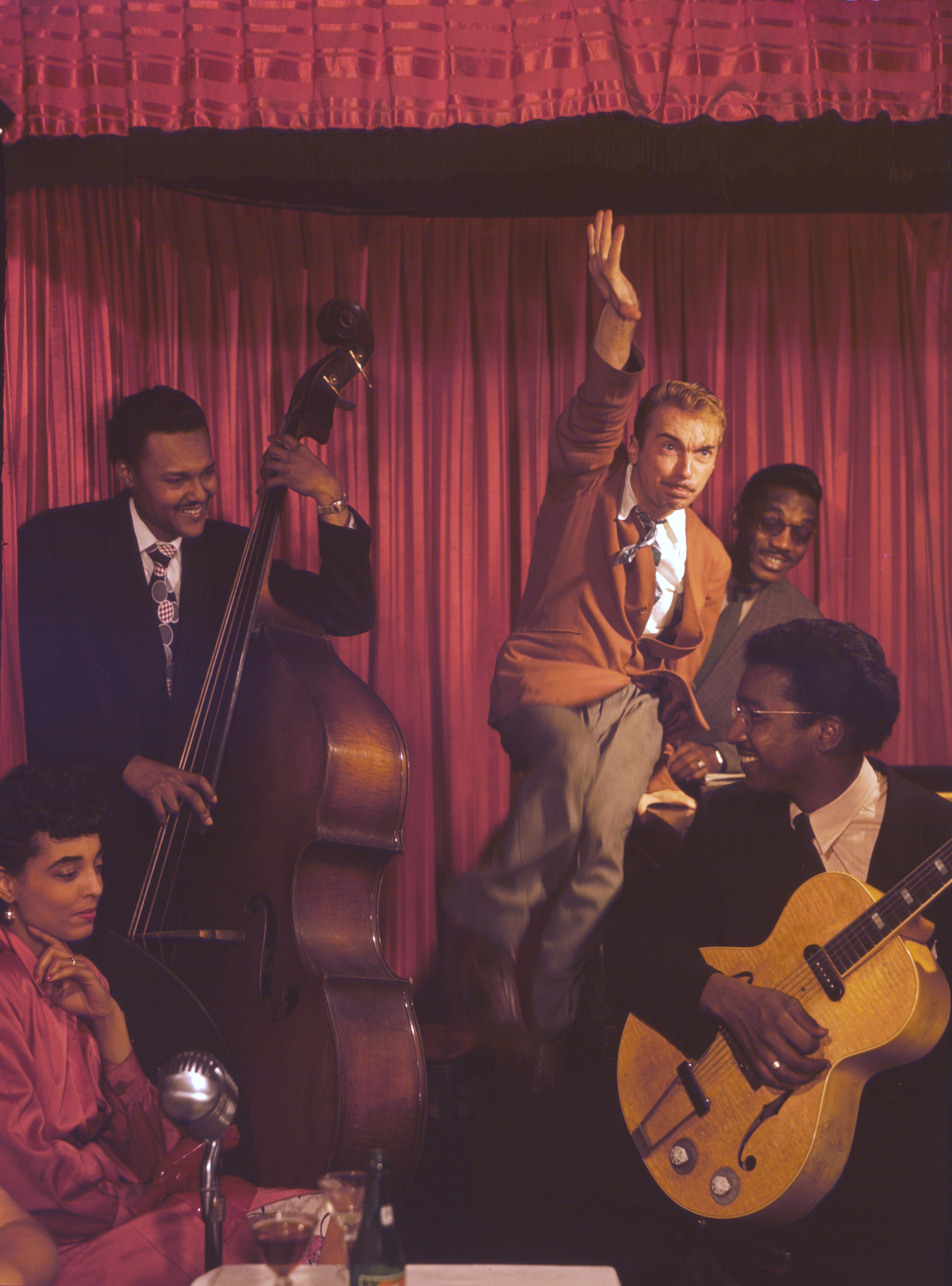
Le pianiste blanc Harry Gibson, photographié dans un club à New York avec ses musiciens en 1948 par William P. Gottlieb.

Apparu dans les années 1940, le terme désignait à l'origine les amateurs de jazz et en particulier du bebop et bientôt du cool jazz (Birth of the Cool de Miles Davis en étant l'album-manifeste) : les premiers désignés sous cette appellation « hipsters » étaient généralement de jeunes « caucasiens » qui adoptaient le style vestimentaire « tendance » et fréquentaient des lieux où se produisaient des musiciens afro-américains ou latinos, nouvellement appréciés, et où l'on dansait. Le dénominateur commun de tout ce monde noctambule était le rejet de la banalité (incarnée par les « squares », coincés, rétrogrades, cherchant la sécurité et s'aliénant dans l'acquiescement politique ; par opposition aux hipsters adoptant la « cool attitude »).
Le pianiste de style hot jazz Harry Gibson, surnommé Harry the Hipster, revendique la paternité du terme. Hormis la musique et l'usage de cannabis et éventuellement d'autres produits illégaux, l'un des codes qui accompagnent ce mouvement interculturel occidental (point de passage entre communautés blanche, noire et latino) est le « zoot suit », que l'on peut rapprocher du zazou, surgissant en France à la fin des années 1930.
Depuis le début des années 2000, le hipster désigne un individu n'ayant pas adopté certaines habitudes consuméristes et socio-culturelles — et se démarquant par un style vestimentaire, une attitude anticonformiste et, le plus souvent, un attrait pour la musique dansante.
Le préfixe hip, dont l'usage apparaît aux États-Unis au XVIIIe siècle, serait un transfuge de la langue wolof et signifierait « voir », « illuminer », ou de hipi, « ouvrir les yeux ». L'étymologie du mot hippie semble de même nature, et probablement l'une des nombreuses origines de l'expression « hip-hop ».

## Historique
Dans un texte intitulé « About the Beat Generation » rédigé en 1957, Jack Kerouac décrit les hipsters des années 1940 comme ayant été caractéristiques « d'une certaine Amérique, émergente et itinérante, qui glande, fait de l'auto-stop, se déplaçant partout, et possédant une véritable force spirituelle. »
Dans l'introduction de son poème Howl (1955), Allen Ginsberg emploie ce terme ainsi :

« angelheaded hipsters burning for the ancient heavenly connection to the starry dynamo in the machinery of night. »

Norman Mailer utilise le mot hipster pour qualifier les existentialistes américains dans The White Negro (en) (1957-1959).
Enfin, l'auteur Frank Tirro, dans son livre Jazz, définit le hipster ainsi :

« Pour le hipster, Charlie Parker était la référence. Le hipster est un homme souterrain. Il est à la Seconde Guerre mondiale ce que le dadaïste était à la première. Il est amoral, anarchiste, doux et civilisé au point d'en être décadent. Il est toujours dix pas en avant des autres à cause de sa conscience, ce qui peut le conduire à rejeter une femme après l'avoir rencontrée parce qu'il sait où tout cela va mener, alors pourquoi commencer ? Il connaît l'hypocrisie de la bureaucratie, la haine implicite des religions, quelle valeur lui reste-t-il à part traverser la vie en évitant la douleur, surveiller ses émotions, “être cool” et chercher des moyens de “planer”. Il cherche quelque chose qui transcende toutes ces conneries et il le trouve dans le jazz. »

Le hipster commençait pratiquement toujours ses phrases par « comme si » (like if), manière d'indiquer que tout ce qui allait suivre n'était que la description d'une illusion.